# Cacine
Cacine é uma cidade e sector da região administrativa de Tombali, na Guiné-Bissau
Segundo o censo demográfico de 2009 o sector possuía uma população de 15 648 habitantes, sendo que 977 habitantes somente na zona urbana da cidade de Cacine, distribuídos numa área territorial de 613,4 km².

## História
Em 1886, na convenção luso-francesa — parte dos acordos da Conferência de Berlim —, são definidas as atuais fronteiras da Guiné-Bissau, onde a França fica definitivamente com a região da Casamansa (atualmente parte do Senegal), sendo permutada pela faixa de Cacine.
A ocupação em si por Portugal só começou a ser feita com em 9 de março de 1895, após a assinatura do tratado com Saiou Abraham Salifou, o régulo de Cacine, em que este permitia a construção de um posto comercial na localidade. Em 4 de abril do mesmo ano, também instala-se uma guarnição militar fixa lusitana em Cacine.
Por intermédio de um diploma real de 1906, o território guineense foi dividido num concelho (Bolama) e seis residências: Bissau, Cacheu, Farim, Geba, Cacine e Buba. Bissau continuava como capital do distrito de Bissau, a entidade legal predecessora do Sector Autónomo, porém perdeu mais da metade de suas terras para a formação dos distritos de Bolama, Cacine (actual Tombali) e Quinará. Cacine torna-se capital do distrito de mesmo nome.
Posteriormente Cacine perdeu o título de capital da região de Tombali para Catió.

## Geografia
A cidade de Cacine está localizada às margens do rio Cacine, mesmo rio que atravessa o sector de leste a oeste, sendo muito importante para suprimento de água potável e fonte de proteínas alimentares. Na altura da cidade, o rio Cacine já está em uma zona estuarina com o oceano Atlântico.

## Infraestrutura

### Transportes
Cacine é ligada ao território nacional pela Estrada Regional nº 6 (R6), que a liga às vilas-secções de Sanconha, Gadamael Porto, Guilege e Gandembel, ao norte.
Cacine também possui um pequeno porto fluvial especializado em embarque e desembarque de mariscos e pescados.

### Educação
A cidade possui um campus-polo da Escola Normal Superior Tchico Té (ENSTT). A ENSTT oferta basicamente licenciaturas.